# Ernest Lespinasse
Ernest Lespinasse (ur. 20 października 1897 w Hautmont, zm. 22 listopada 1927 tamże) – francuski gimnastyk, medalista olimpijski.
W 1920 r. reprezentował barwy Francji na letnich igrzyskach olimpijskich w Antwerpii, zdobywając brązowy medal w wieloboju drużynowym. 